# Lucinasco
Lucinasco (en ligur Lüxinascu) és un comune italià, situat a la regió de la Ligúria i a la província d'Imperia. El 2015 tenia 272 habitants.

## Geografia
Lucinasco es troba a la vall del torrent Impero i el seu nucli principal està situat a uns 500 msnm, en una carena que domina sobre el vessant del torrent Maro. Les oliveres dominen el paisatge agrícola, així com roures i castanyers. Té una superfície de 7,9 km² i la frazione de Borgoratto. Limita amb Borgomaro, Chiusanico, Chiusavecchia, Pontedassio i Vasia.

## Evolució demogràfica
| Gràfica d'evolució de Lucinasco entre 1861 i 2011 |
|                                                   |
| Font: ISTAT                                       |